# Gymnocorymbus
Gymnocorymbus es un género de peces de la familia Characidae en el orden de los Characiformes.

## Especies
Hay tres especies en este género:
- Gymnocorymbus bondi (Fowler, 1911)
- Gymnocorymbus ternetzi (Boulenger, 1895)
- Gymnocorymbus thayeri C. H. Eigenmann, 1908